# صائد العناكب أبو نظارة
صائد العناكب أبو نظارة (بالإنجليزية: Spectacled Spiderhunter)‏ (الاسم العلمي: Arachnothera flavigaster) نوع من الطيور من فصيلة تمير وهي تتواجد في بروناي، وإندونيسيا، وماليزيا، وسنغافورة، وتايلاند، وفيتنام أي في الموائل الطبيعية وشبه الاستوائية أو المدارية الرطبة وفي الأراضي المنخفضة من الغابات والغابات الجبلية الرطبة شبه الاستوائية أو المدارية ، وهذا الطير هو الأكبر حجما في هذه الفصيلة .